# الطاقة في أوغندا
يوفر حرق الموارد المتجددة ما يقرب من 90 بالمائة من الطاقة في أوغندا، على الرغم من أن الحكومة تحاول تحقيق الاكتفاء الذاتي من الطاقة. في حين أن الكثير من إمكانات الطاقة الكهرومائية في البلاد غير مستغلة، فإن قرار الحكومة بالإسراع في إنشاء القدرة البترولية المحلية إلى جانب اكتشاف احتياطيات نفطية كبيرة يحمل وعدًا بحدوث تغيير كبير في وضع أوغندا كدولة مستوردة للطاقة.

## الطاقة الكهرومائية
تقدر إمكانات الطاقة الكهرومائية في البلاد بـ 2200 ميجاوات.

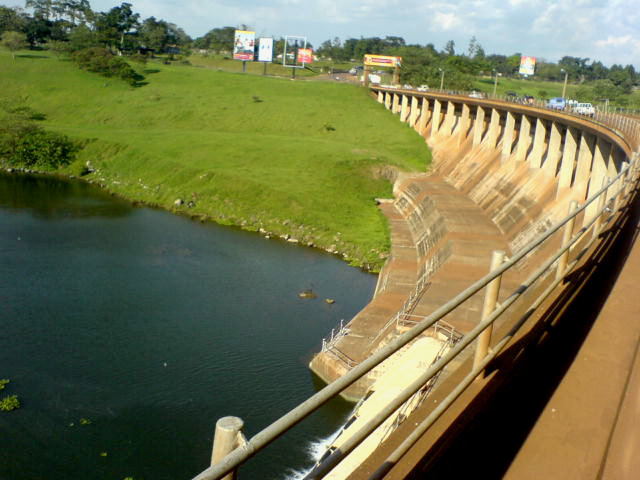
محطة كهرباء نالوبالي، 2007.

أدى سوء الصيانة خلال فترة الثمانينيات غير المستقرة سياسيًا إلى انخفاض الإنتاج في سد أوين فولز (محطة كهرباء نالوبالي الآن)، عند مصب النيل الأبيض، من 635.5 مليون كيلووات/ساعة في عام 1986 إلى 609.9 مليون كيلووات/ساعة في عام 1987. مع تعطل ستة من أصل عشرة مولدات بحلول نهاية عام 1988. وقد رفعت محطة كيرا للطاقة الكهرومائية بقدرة 200 ميجاوات، والتي تم بناؤها بجوار محطة كهرباء نالوبالي، إجمالي الطاقة الإنتاجية إلى 380 ميجاوات.
بين عامي 2007 و2012، تم إنشاء محطة بوجاجالي للطاقة الكهرومائية بقدرة 250 ميجاوات كمشروع مشترك بين القطاعين العام والخاص، بتكلفة تبلغ حوالي 862 مليون دولار أمريكي. يضم التحالف الذي يمتلك المحطة صندوق الآغا خان للتنمية الاقتصادية، وشركة إس إن باور (إحدى الشركات التابعة لصندوق الاستثمار النرويجي للدول النامية)، وحكومة أوغندا. شركة بوجاجالي للطاقة المحدودة هي شركة خاصة تم إنشاؤها لتشغيل محطة الطاقة نيابة عن المساهمين.
في أكتوبر 2013، بدأ بناء محطة كهرباء إيسيمبا بقدرة 183 ميجاوات، على بعد حوالي 40 كيلومترًا (25 ميلًا) من بوجاجالي، بتكلفة مدرجة في الميزانية تبلغ حوالي 590 مليون دولار أمريكي، كمؤسسة عامة بتمويل من بنك الصين للاستيراد والتصدير. تم التخطيط للتشغيل خلال النصف الثاني من عام 2018. ومع ذلك، تم الانتهاء من البناء في يناير/كانون الثاني 2019، وبدأت العمليات التجارية في مارس/آذار 2019.
وفي عام 2013 أيضًا، بدأ العمل في محطة كهرباء كاروما بقدرة 600 ميجاوات بتكلفة مدرجة في الميزانية تبلغ حوالي 2 مليار دولار أمريكي، بما في ذلك 250 مليون دولار أمريكي لبناء خطوط نقل الجهد العالي لإخلاء الطاقة المولدة. وكان من المقرر الانتهاء منه في أواخر عام 2018. ومع ذلك، فإن تاريخ الانتهاء الأكثر واقعية هو أواخر عام 2019 أو أوائل عام 2020.
اعتبارًا من مايو 2015، تم ربط حوالي ست محطات طاقة كهرومائية صغيرة عاملة بشبكة الكهرباء الوطنية، توفر حوالي 65 ميجاوات. وتشمل هذه نياغاك 1 (3.5 ميغاوات)، وكاباليغا (9 ميغاوات)، وكانونغو (6.6 ميغاوات)، وبوغوي (13 ميغاوات)، وموبوكو 1 (5 ميغاوات)، وموبوكو 3 (10 ميغاوات)، ومبانغا (18 ميغاوات).

## الطاقة الحرارية
توجد محطتان للطاقة الحرارية لزيت الوقود الثقيل في البلاد.
محطة كهرباء نامانفي هي محطة بقدرة 50 ميجاوات كانت مملوكة سابقًا لشركة جاكوبسن للكهرباء (أوغندا) المحدودة، وهي شركة فرعية مملوكة بالكامل لشركة جاكوبسن إليكترو، وهي شركة نرويجية مستقلة لإنتاج الطاقة. بلغت تكلفة بناء المصنع 92 مليون دولار أمريكي (66 مليون يورو) في عام 2008. عادت محطة الطاقة إلى شركة أوغندا لتوليد الكهرباء المحدودة في فبراير 2022.
محطة تورورو للطاقة هي محطة تعمل بالوقود الثقيل بقدرة 89 ميجاوات مملوكة لشركة إلكترو-ماكس المحدودة، وهي شركة أوغندية وشركة تابعة لمجموعة شركات سيمبا، المملوكة للصناعي الأوغندي باتريك بيتاتور. تم ترخيص هذه المحطة لبيع ما يصل إلى 50 ميجاوات لشبكة الكهرباء الوطنية.
يتم استخدام نامانفي وتورورو كمصادر طاقة احتياطية لتجنب تساقط الأحمال عندما يفشل توليد الطاقة الكهرومائية في تلبية الطلب.
وتمتلك خمس شركات مصنعة للسكر في أوغندا قدرة إجمالية للتوليد المشترك تبلغ حوالي 110 ميجاوات، منها حوالي 50 في المائة متاحة للبيع للشبكة الوطنية. وتشمل محطات التوليد المشترك وقدرات توليدها محطة كهرباء كاكيرا (52 ميجاوات)، ومحطة كهرباء كينيارا (40 ميجاوات)، ومحطة كهرباء لوجازي (14 ميجاوات)، ومحطة كهرباء كاليرو (12 ميجاوات)، ومحطة كهرباء مايوج الحرارية (1.6 ميجاوات).

## الطاقة شمسية
وتقدر إمكانات موارد الطاقة الشمسية بـ 5.1 كيلووات/ساعة لكل متر مربع.
ولتنويع مجمع الطاقة الوطني، قامت هيئة تنظيم الكهرباء في ديسمبر 2014 بترخيص محطتين للطاقة الشمسية، قدرة كل منهما على توليد 10 ميجاوات. كان من المتوقع أن يتم تشغيل المحطات، محطة تورورو للطاقة الشمسية ومحطة سوروتي للطاقة الشمسية، في موعد أقصاه ديسمبر 2015. في ديسمبر 2016، تم الانتهاء من محطة سوروتي للطاقة الشمسية وربطها بالشبكة الوطنية. تم أيضًا تشغيل محطة تورورو للطاقة الشمسية في أكتوبر 2017. في يناير/كانون الثاني 2019، تم تشغيل محطة كابولاسوك للطاقة الشمسية، وهي محطة بقدرة 20 ميجاوات من قبل مشروع مستقل للطاقة خاص، وتم ربطها بالشبكة الوطنية. تم تشغيل محطة مايوج للطاقة الشمسية، وهي مشروع آخر للطاقة الشمسية بقدرة 10 ميجاوات، بتكلفة 41 مليار دولار أمريكي (حوالي 11.3 مليون دولار أمريكي)، في يونيو 2019، ليصل إجمالي الطاقة الشمسية المتصلة بالشبكة إلى 50 ميجاوات على المستوى الوطني.